# Prévôt général des Pays-Bas
Le prévôt-général des Pays-Bas ou prévôt-général des maréchaux devenu ensuite prévôt-général des Pays-Bas et de l'Hôtel est une fonction judiciaire créée par lettres patentes de l'empereur des Romains Charles Quint le 12 juillet 1536.
Mais instituée au XVe siècle par Charles le Téméraire, la compagnie du Prévôt général de l’Hôtel a pour mission le maintien de l’ordre et la police dans l’ensemble des Pays-Bas .
Il était chargé de « veiller à la sûreté des grands chemins ou plat-pays et dans les villes ouvertes, et de punir les crimes et excès commis par les vagabonds, sans qu'il pût exercer aucune sorte de juridiction sur les habitants du pays ayant domicile fixe »,.
Pour remplir ses fonctions, il lui était adjoint une compagnie formée de lui-même, de deux lieutenants, de cinquante archers, moitié à cheval et moitié à pied, et d'un exécuteur des hautes œuvres.
Il lui était adjoint aussi cinq assesseurs.
Comme prévôt-général, il était placé sous la juridiction du Grand Conseil de Malines.
Dans le Brabant, il était soumis à la Cour suprême de Brabant qui pouvait le poursuivre pour les fautes et les abus qu'il pouvait commettre.

## Contexte

### Contexte politique
Charles VI (1685-1740), empereur des Romains et archiduc d’Autriche, n’avait pas d’héritier mâle. Afin de protéger l’héritage de sa fille Marie-Thérèse, il obtient des principales puissances de l’époque (Brandebourg-Prusse, France, Angleterre), qu’elles ne revendiqueront aucune des possessions qu’il lèguera en héritage à sa fille Marie-Thérèse (Pragmatique sanction). Il espère ainsi éviter une guerre de succession avec ces grandes puissances, comparable à la guerre de Succession d'Espagne qui s’était soldée par un partage des possessions espagnoles entre la famille Bourbon (Philippe V était le petit-fils de Louis XIV) et la famille Habsbourg.
En octobre 1740, à la mort de Charles VI, sa fille Marie-Thérèse monte sur le trône. Les rois de France et de Prusse s’empressent d’envahir les possessions autrichiennes, en violation de leurs engagements. Marie-Thérèse fait appel au roi d’Angleterre, garant de la Pragmatique Sanction. C’est le début de la guerre de Succession d'Autriche qui s’achèvera en 1749 sur un quasi statu quo. Marie-Thérèse perd la Silésie occupée militairement par le roi de Prusse. Elle tente de récupérer la Silésie en échange des Pays-Bas et, selon G.-H. Dumont, aurait fait plusieurs offres en ce sens à Louis XV, mais sans succès.
Ce peu d’intérêt de Vienne pour les Pays-Bas peut s’expliquer par des considérations militaires — territoire éloigné difficile à défendre, comme l’a montré l’invasion française malgré la Barrière — mais aussi financières — importance du tribut de guerre imposé aux Pays-Bas. Pourtant, cette région dispose d’atouts certains. Au XVIe siècle, à la suite de la découverte des Amériques, le centre de gravité de l’Europe glisse de la mer Méditerranée à l’Europe de l'Ouest. Les Pays-Bas y occupent une place centrale mais à la frontière entre le monde catholique de l’Europe méditerranéenne et l’Europe protestante du Nord-Ouest. Et même si le contraste entre le développement économique des Provinces-Unies et celui des Pays-Bas est flagrant, on ne peut l’imputer à la différence de religion, comme en témoignent les résultats obtenus par la politique économique des ministres plénipotentiaires dans la seconde moitié du XVIIIe siècle.

### Contexte socio-économique
Le ministre plénipotentiaire Botta-Adorno, nommé en 1749, mena (ainsi que ses successeurs Charles de Cobenzl, 1753-1770, et Georg Adam von Starhemberg, 1770-1779) une politique de redressement économique. Il obtint d’abord une révision des tarifs douaniers défavorables aux Pays-Bas, imposés par l’Angleterre et les Provinces-Unies (Traité d'Anvers dit « de la Barrière », 1715) et confirmés par le traité d'Aix-la-Chapelle (1748) à la fin de la guerre de Succession d'Autriche. Cette révision des tarifs s’inscrivait dans le cadre d’une politique favorable au commerce de transit dont le gouvernement tirait d’importantes ressources. Ensuite, il « créa des chambres de commerce dans les principales villes du pays ; il rééquipa le port d'Ostende qui avait rendu de si grands services à la Compagnie des Indes ; il améliora le canal de Bruges à Gand, creusant à travers la ville des Artevelde la fameuse coupure ; il fit tracer le canal du Rupel à Louvain ; il construisit des routes nouvelles [...]. En même temps qu'il s'occupa des voies de communication dans les Pays-Bas, le marquis Botta-Adorno favorisa l'établissement de manufactures telles que fabriques de potasse, raffineries de sucre, savonneries, verreries et manufactures de tabac ; il soutint l'industrie de la toile, ressuscita celles de la soie, de la dentelle et de la tapisserie ».
Cette politique semble avoir obtenu de réels succès mais ne fut pas suffisante pour éviter des difficultés sociales à une époque de mutations politiques et démographiques. La population européenne double au XVIIIe siècle, grâce à une diminution de la mortalité. Cette diminution est due à quelques progrès dans le domaine de l’hygiène et, surtout, dans celui de l’alimentation. Grâce aux progrès dans le transport, l’alimentation est « partout plus régulièrement assurée ». La population urbaine en particulier connaît un essor remarquable, même si elle ne forme encore qu’un tiers de la population générale.
Quelques années plus tard, le prince de Starhemberg dut prendre « des mesures sévères contre les vagabonds armés qui désolaient le plat pays par leur brigandage mais, en même temps, il s'efforça d'organiser l'aide aux vrais indigents, hors d'état, par leur vieillesse ou leurs infirmités, de gagner leur vie. Le fléau ne fut pas arrêté — surtout dans les villes où près d'un quart des habitants était à la charge de la charité publique — mais du moins essaya-t-on de lui opposer les lumières du siècle de la philanthropie ».
« Vrais indigents ». Le concept est intéressant car il témoigne de l’importance de la misère à cette époque. Comme l’a montré le sociologue Robert Castel, l’attitude de la société envers ses pauvres évolue sans cesse entre la compassion, quand ils sont peu nombreux, et la condamnation, quand ils deviennent trop voyants. Cette distinction entre les « bons » et les « mauvais » pauvres, apparue au Moyen Âge, a été reprise à la Réforme : « Les calvinistes en particulier distinguaient entre pauvres dignes et indignes. L'aumône ne devait plus être faite à l'aveuglette, mais avec des buts précis. Les paroisses devaient instaurer une Bourse des pauvres, alimentée par un impôt paroissial spécifique. On entendait en outre vaincre cette pauvreté, jusque-là considérée comme naturelle, en apprenant aux pauvres à travailler ». D’où l’enfermement dans les maisons de force qui fournissaient une main d’œuvre à bon marché aux industries naissantes, ou la déportation aux colonies. Et la mort pour les réfractaires et les récidivistes. Dans les pays catholiques, l’attitude fut la même.
Mais qui sont ces vagabonds qui suscitaient déjà des préoccupations à la fin du Moyen Âge ?
« Sur le fond d'une structure sociale où le statut d'un individu dépend de son encastrement dans un réseau serré d'interdépendances, le vagabond fait tache ». Et que dire alors lorsqu’ils se déplacent en bandes armées ? Une première, ou une des premières tentatives de systématisation est proposée dans une ordonnance de François Ier en 1534, stigmatisant « tous vagabonds, oisifs, gens sans aveu et autres qui n'ont aucun bien pour les entretenir et qui ne travaillent ni ne labourent pour gaigner leur vie » (Jourdan, Decrouzy, Isambert, Recueil général des anciennes lois françaises, t. XII, p. 271). Si le vagabond est bien cet « inutile au monde » vivant en parasite du travail d'autrui, exclu de partout et condamné à l'errance dans une société où la qualité de personne dépend de l'appartenance à un statut, on s'explique parfaitement et la représentation péjorative qui lui est toujours associée, et le caractère impitoyable du traitement qui lui est appliqué. L’importance de la mission du prévôt général des Pays-Bas et du drossart de Brabant s’en trouvait renforcée.

### Contexte culturel
Jusqu’à la Réforme, une conception commune des principes fondamentaux du droit avait cours. Le droit était une synthèse réalisée au Moyen Âge du droit romain et des principes issus de la Bible et dont le pape était le garant. La Réforme brisa cette unité mais créa aussi un vide : quel droit international appliquer puisque le pape ne pouvait plus être le garant et l’arbitre ? Un courant apparut à la fin du XVIIe siècle en Allemagne, qui proposa un droit naturel fondé sur la nature et rejetait les conceptions de Machiavel et de Hobbes, qui avaient élaboré une doctrine justifiant la raison d’État. C’est dans ce contexte que « se développa la doctrine des droits de l'homme et du citoyen : droit à l'inviolabilité de la personne humaine, droit à l'équité des tribunaux [...]. Le XVIIIe siècle s'est appliqué à une véritable réforme en profondeur dans un domaine particulier, où l'injustice et l'inhumanité étaient ressenties encore plus durement que partout ailleurs : le droit pénal et la justice criminelle ».
C’est dans ce contexte particulier que l’on peut analyser les réformes de la justice tentées par le gouvernement habsbourgeois et, notamment, l’ensemble des ordonnances visant à réorganiser le fonctionnement et à limiter les compétences ou les moyens d’action du drossart de Brabant et du prévôt général des Pays-Bas et de l’hôtel.

### Contexte institutionnel
En 1531, Charles Quint procède à une réforme générale du gouvernement central des Pays-Bas. Il délègue son pouvoir à un gouverneur général assisté de trois conseils collatéraux permanents : conseil d’État, conseil privé et conseil des Finances. Ces institutions avaient été supprimées par Philippe V d’Anjou et remplacées par un seul conseil, sur le modèle français. Elles seront largement restaurées par Charles VI et entièrement par Marie-Thérèse.
La fonction de gouverneur général devient une fonction permanente mais le fonctionnaire, choisi par le souverain parmi les princes de sang, est amovible. Il reçoit une délégation de pouvoir générale mais assortie d’instructions précises. En outre, il ne peut agir sans prendre l’avis des conseils collatéraux. C’est la raison pour laquelle l’introduction du règlement présenté ici précise qu’il a été arrêté « par avis des conseils privé et des finances de Sa Majesté ». Il convient d’ajouter que le premier gouverneur général nommé par Charles VI, le prince Eugène de Savoie, absorbé par la conduite de la guerre contre les Ottomans, n’assurera pas le gouvernement des Pays-Bas et déléguera ses pouvoirs à un ministre plénipotentiaire. Cette fonction de ministre plénipotentiaire prendra de l’importance au fil du temps, au point de devenir permanente et de doubler le gouverneur général. À l’époque de Charles Alexandre de Lorraine, le ministre plénipotentiaire était déjà devenu l’informateur privilégié de l’impératrice Marie-Thérèse et le fidèle exécutant de sa politique.
Le conseil d’État, composé exclusivement de membres de la haute noblesse, du moins à l’origine, a une compétence d’avis dans toutes les matières de la plus grande importance : aides et subsides, relations internationales, mais aussi la nomination à certains postes ecclésiastiques. Ce dernier aspect était important pour assurer les revenus des cadets des familles.
Le conseil privé, composé de jurisconsultes issus de la noblesse moyenne et, progressivement, de la haute bourgeoisie, a une compétence d’avis en ce qui concerne la gestion de l’État mais ses pouvoirs vont bien au-delà. Il est chargé de préparer, promulguer et interpréter les édits. Son « chef et président » est le garde des Sceaux des Pays-Bas. Il dirige et contrôle la justice et la police et, à ce titre, traite les affaires civiles et criminelles qui dépassent la compétence des cours ordinaires de justice. En pratique, la technicité croissante des dossiers oblige le souverain à faire de plus en plus souvent confiance à son conseil et à lui conférer ainsi progressivement un pouvoir de décision de fait.
Le conseil des finances, composé de membres des noblesses de robe et d’épée et de praticiens, avait en charge la gestion des deniers publics. C’est par son intermédiaire qu’étaient effectuées les dépenses publiques. Le montant global des « aides et subsides » était fixé par lui, puis négocié avec les États provinciaux qui fixaient également la répartition entre les villes. Les pouvoirs locaux ne pouvaient lever d’accises sans son accord. Il était explicitement compétent pour la gestion financière de la justice criminelle.
La justice était organisée suivant le principe des états (noblesse, clergé, tiers état) et de la hiérarchie des cours et tribunaux. Au bas de la hiérarchie se trouvaient les cours seigneuriales et domaniales, puis on trouvait les échevinages ruraux, les échevinages urbains, les conseils de justice « provinciaux » de Flandre, Namur, Tournai, Brabant, Hainaut et Luxembourg. Les trois premiers étaient « coiffés » par le Grand Conseil de Malines, les trois derniers étaient souverains. Toutefois, le conseil privé pouvait intervenir en dernier ressort.
À l’époque de Marie-Thérèse, il y avait encore deux justiciers prévôtaux : le drossart de Brabant et le prévôt général des Pays-Bas et de l’hôtel. À l’origine, le drossart avait pour mission de donner suite aux « plaintes des justiciables contre les officiers négligents ou prévaricateurs ». Mais avec le temps, il fut également chargé de lutter contre le vagabondage armé qui sévissait dans le duché, de traiter les affaires qui dépassaient les compétences des cours locales et de punir « les auteurs de crimes surannés, quand les officiers territoriaux ordinaires étaient pendant un an restés dans l'inaction ».
Vers le milieu du Moyen Âge, on voit apparaître des « officiers cantonaux amovibles, ayant la qualité de représentants permanents et supérieurs du prince dans une fraction notable de son duché ou de son comté ». Ces officiers portaient le nom de bailli ou de prévôt. Ils avaient une compétence territoriale limitée qui favorisait l’impunité des délinquants passant d’un territoire à l’autre. Pour lutter contre ce phénomène, Charles le Téméraire créa le prévôt général des maréchaux ayant compétence sur l’ensemble de ses principautés. Sous Charles Quint, ce prévôt, devenu prévôt général des Pays-Bas, se vit confier également les missions du prévôt de l’hôtel qui était compétent pour le petit personnel de la cour, la haute noblesse étant soumise au conseil privé. En tant que prévôt général des Pays-Bas, il était essentiellement chargé de la lutte contre le vagabondage armé et contre les crimes surannés.
Contrairement aux autres juridictions, la juridiction prévôtale assurait à la fois le maintien de l’ordre, l’enquête, l’instruction du procès, le procès lui-même et la condamnation. Les prévôts disposaient, pour ce faire, d’une troupe composée de fantassins, de cavaliers et d’un bourreau, voire d’un chapelain à certaines époques. Leur compétence était toutefois limitée aux vagabonds, gens sans aveu, etc. Ils n’avaient aucune juridiction sur les personnes « domiciliées » et sur les individus se trouvant à l’intérieur des villes: « Car, nous dit Ferrière, les juges prévôtaux n’ont été institués que pour les champs » (Dictionnaire de droit et de pratique, Paris, 1717). Dans tous les cas, ils jugent en dernier ressort, jamais à charge d’appel. Établis pour extirper les brigands, ils constituent une justice rapide, expéditive et radicale. Ils peuvent ordonner la question et condamner à mort.
Le conseil privé exerçait un contrôle sur l’activité du prévôt général qui devait informer trimestriellement et par écrit son chef et président sur les suspects arrêtés, les verdicts prononcés et les sentences exécutées. Il devait de même justifier ses dépenses auprès du trésorier général des finances et lui remettre les deux tiers des effets (or, argent, pierres précieuses) saisis sur les malfaiteurs.
Malgré ce contrôle réel, les justiciers prévôtaux disposaient de pouvoirs exorbitants. Philippe II avait tenté de les restreindre, mais sans grand succès car il s’était heurté à l’opposition générale des tribunaux. Les choses changèrent au XVIIIe siècle lorsque, à la suite d'abus commis dans le cadre des actions prévôtales, Marie-Thérèse put entamer une véritable réforme qui verra, à son terme, les justiciers prévôtaux obligés de déférer les accusés à une autre juridiction pour être jugés.
Les effectifs semblent avoir considérablement varié au gré des circonstances : 19 personnes au début du XVIe siècle, 14 personnes et un confesseur en 1522, 10 en 1526, 17 plus un clerc, un chapelain et un bourreau en 1539, 40 personnes fin 1750, 80 en 1751 mais 43 en 1755 et 46 en 1756. En 1785, les effectifs remonteront à 73 hommes et en 1790, à la fin de la révolution brabançonne, ils atteindront 300 hommes.

## Le règlement de Charles de Lorraine

### Résumé du règlement
Le règlement vise à déterminer, d’une part, le cadre budgétaire de la compagnie du prévôt (art. 1 rémunérations, art. 2 et 6 effectifs, art. 8 et 10 à 12 frais de fonctionnement) et, d’autre part, les règles de fonctionnement de la compagnie lors de ses interventions (art. 9, 13, 15).
Plusieurs articles (art. 5, 6 et 7) arrêtent les règles de justification des dépenses. Un article (no 14) détermine les conditions d’exemption fiscale et précise que cette exemption n’est pas valable en dehors du service et certainement pas pour les dépenses privées du personnel.
Il y est rappelé au prévôt (art. 3) que son personnel est tenu de « faire la chasse » aux contrevenants, non seulement sur les grands axes, mais aussi sur l’ensemble du territoire, y compris en dehors des chemins. De même, il est rappelé (art. 4) que le règlement du 12 août 1749 interdit expressément au personnel du prévôt de recevoir quoi que ce soit de la population sous peine de corruption ou concussion.

### Analyse du contenu
Le règlement du 1er mars 1755 s’inscrit dans une vaste opération de remise en ordre des finances publiques après les excès liés à la guerre de Succession d'Autriche. Ces excès sont de deux ordres. D’abord, des frais considérables sont venus grever ce que l’on appellerait aujourd’hui le budget de l’État. Des dettes ont été contractées qu’il faut maintenant rembourser. Ensuite, les pouvoirs locaux (provinces ou villes) ont profité des circonstances pour mener une politique fiscale en dehors des règles en vigueur. Cette opération de remise en ordre s’est traduite, notamment par l’ordonnance du 12 août 1749. Cette ordonnance est motivée par le fait que les pouvoirs locaux ont profité des années de guerre, soit pour emprunter, soit pour lever des impôts au-delà des montants nécessaires pour payer les contributions dues au souverain dans le cadre du financement de la guerre de succession d’Autriche. Le choix d’un financement via les emprunts a sans doute pour raison l’interdiction qui était faite aux conseils (provinciaux, urbains) de lever des impôts sans l’accord du souverain (voir ci-dessus « conseil des finances »). Une autre explication réside dans le fait qu’un financement par emprunt est une source de profit pour les prêteurs.
Toujours est-il que des dettes importantes ont été contractées pendant la guerre, pour des montants excessifs et en dehors des règles. Or, ces dettes diminuent la capacité contributive des pouvoirs locaux au financement du gouvernement central mais aussi au tribut de guerre que doivent payer les Pays-Bas (voir ci-dessus « Contexte politique »).
Le règlement de 1755 s’inscrit très clairement dans cette politique de meilleure maîtrise des dépenses publiques. Il limite les effectifs du prévôt et les rémunérations. Il impose des règles précises en matière d’engagements de dépenses extraordinaires (frais de sortie de la compagnie). Il exige enfin, pour que les dépenses soient remboursables, que celles-ci soient dûment et précisément justifiées, c’est-à-dire documentées.
Mais au-delà de ces préoccupations financières, le règlement de 1755 s’inscrit aussi dans le cadre de la politique de modernisation de l’État et de la lutte contre les abus. À cet égard, quatre articles attirent l’attention :
- L’article 3 rappelle au prévôt que sa compagnie est tenue de battre « non seulement les grands chemins, mais aussi les routes écartées et l'intérieur des terres ». Cette disposition laisse supposer que la compagnie du prévôt ne devait pas faire preuve d’un zèle excessif dans la répression du vagabondage. Ou bien, elle se concentrait sur les routes principales, où il y avait peut-être moins de vagabonds mais davantage de cibles intéressantes
- L’article 4, plus étonnant, rappelle l’interdiction absolue, déjà formulée dans un règlement de 1729 concernant le drossart, de recevoir quoi que ce soit de qui que ce soit.

Ces deux articles donnent une image peu reluisante de la justice prévôtale. Celle-ci aurait-elle profité de ses pouvoirs étendus (voir ci-dessus « contexte institutionnel ») pour se livrer à un racket systématique ? Le fait de pouvoir conserver une partie importante des effets saisis sur le « malfaiteur » a-t-il incité la compagnie du prévôt à diriger ses actions vers des cibles plus rentables que les vagabonds, comme les voyageurs par exemple. Mais seulement les voyageurs ? Ou également la population locale ? Par exemple, en l’absence d'« étrennes », pour utiliser le terme du règlement, la compagnie du prévôt pouvait menacer de ne pas intervenir contre les bandes armées de vagabonds.
- De même, l’article 2, qui soumet à une autorisation écrite et expresse du gouvernement le recrutement d’effectifs supplémentaires au-delà du cadre donné, donne à penser que le prévôt recrutait des « archers extraordinaires », de manière trop fréquente par rapport aux besoins du service. À une époque où un quart de la population vivait de la bienfaisance, il devait être facile de recruter du personnel à bas prix et de le facturer au prix officiel au gouvernement.
- L’article 14, enfin, qui exempte la compagnie du paiement des taxes lors de leurs déplacements, précise bien que cette exemption ne vaut que dans le cadre du service : « sans pouvoir prétendre la même exemption lorsqu'ils sortent pour leurs affaires particulières et moins encore pour les bois, charbons, fourrages ou autres denrées qu'ils tirent du plat pays pour leur consommation ». Cette précision laisse supposer que le prévôt et son personnel avaient quelque peu tendance à se considérer en service permanent et qu’ils devaient largement abuser de cette exemption en l’étendant à leurs dépenses personnelles privées.

Comment expliquer de telles pratiques ? « La pure vénalité, par laquelle des charges étaient négociées à titre onéreux par le pouvoir lui-même, était une pratique très courante aux échelons inférieurs entre autres des domaines et finances et dans des fonctions telles qu'écoutète et bailli. Au niveau administratif provincial et central en revanche, cela ne se produisit généralement pas avant 1650 ».
Cette vénalité, associée aux lenteurs dans le paiement des salaires et indemnités par le pouvoir central, a pu amener les prévôts à s’assurer des sources moins officielles de revenu. Surtout si les salaires étaient jugés insuffisants. Cette tentation a certainement été renforcée par les pouvoirs étendus du prévôt qui était chargé de la police (enquête et arrestation), de l’instruction du dossier, du procès, du jugement et de son exécution.
En tout état de cause, les abus ont dû être suffisamment importants et fréquents pour permettre au pouvoir central de prendre, le 13 octobre 1764, un règlement restreignant de manière significative les pouvoirs du prévôt. Désormais, il ne pourrait plus agir seul mais serait flanquer d’un assesseur qui devait être étroitement associé à tous les stades de la procédure, depuis l’enquête jusqu’à l’exécution de la sentence. En cas de désaccord entre l’assesseur et le prévôt sur la peine ou en cas de peine capitale, l’assesseur du drossart devait également être associé.
Le règlement du 1er mars 1755 ne semble pas avoir porté ses fruits car « le 29 décembre 1764, le gouvernement prenait encore de nouvelles mesures dans le but de contrer les excès de la compagnie du prévôt. Étaient clairement formulées des prescriptions relatives aux conditions de recrutement du personnel, à la façon dont la compagnie devait accomplir sa tâche, aux relations avec d'autres officiers judiciaires, aux barèmes des salaires, au tarif fixe des prestations, au contrôle administratif, à l'enregistrement et à la justification de dépenses financières ». Bref, autant de dispositions qui figuraient déjà dans le règlement de 1755.